# Мирополье (Смоленская область)
 Мирополье — деревня в Смоленской области России, в Ярцевском районе. Центр Миропольского сельского поселения. Расположена в северной части области в 39 км к северу от районного центра, на автодороге Ярцево — Холм-Жирковский, на левом берегу реки Вопь. Население — 298 жителей (2007 год).

## Достопримечательности
В центре Мирополья находится памятник погибшим в Великой Отечественной войне.